# Llau de Sant Pere (Cellers)
La llau de Sant Pere és una llau afluent de la Noguera Pallaresa per la dreta. Discorre totalment dins de l'antic terme de Guàrdia de Tremp, actualment pertanyent a Castell de Mur, del Pallars Jussà, en l'àmbit del poble de Cellers.
El seu origen és al vessant nord de la Roca Regina, al nord-est de la Cova de Grabiel. Davalla cap al nord-nord-est pel costat de ponent, i de forma paral·lela, al Serrat de Pena, i s'aboca en la Noguera Pallaresa al Pantà dels Terradets, a migdia del Pont Nou de Monares, just davant i a ponent del Túnel de Monares.